# Фармингтон (Западна Вирџинија)
Фармингтон (енгл. Farmington) град је у америчкој савезној држави Западна Вирџинија.

## Демографија
По попису из 2010. године број становника је 375, што је 12 (-3,1%) становника мање него 2000. године.
| Група             | 2000.       | 2010.       |
| Белци             | 375 (96,9%) | 366 (97,6%) |
| Афроамериканци    | 7 (1,8%)    | 0 (0,0%)    |
| Азијати           | 0 (0,0%)    | 1 (0,3%)    |
| Хиспаноамериканци | 0 (0,0%)    | 1 (0,3%)    |
| Укупно            | 387         | 375         |